# Bruno Chevillon

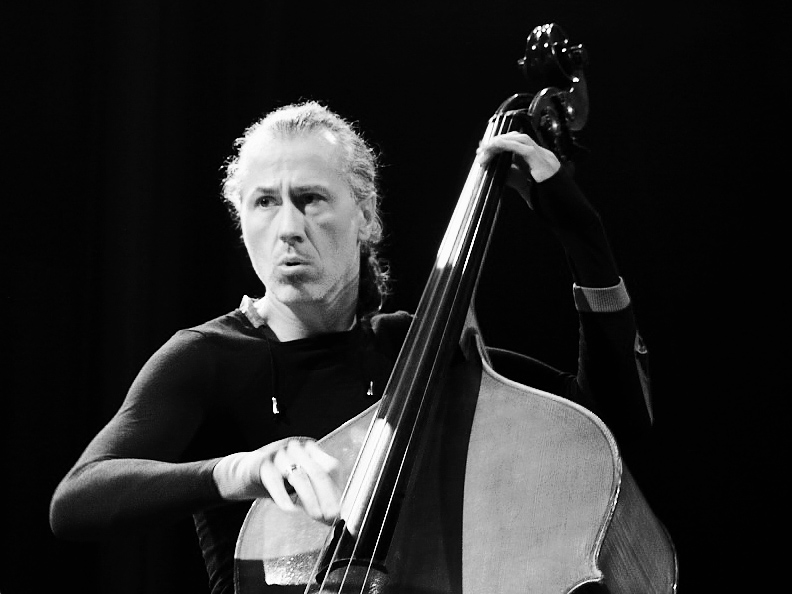
Bruno Chevillon, Moers Festival 2006

Bruno Chevillon (* 23. August 1959 in Valréas) ist ein französischer Kontrabassist, der sowohl im Avantgarde-Jazz als auch in der Neuen Improvisationsmusik bekannt ist.

## Leben und Wirken
Chevillon studierte von 1979 bis 1983 an der École des Beaux-Arts in Avignon (Abschluss mit dem Diplôme National d’Expression Plastique). Daneben nahm er ab 1980 Unterricht in klassischem Kontrabass am Konservatorium bei Joseph Fabre. 1983 trat er der neu gegründeten Klasse für Jazz und Improvisation unter André Jaume bei.
In Lyon traf er auf Louis Sclavis, mit dem er seither regelmäßig zusammenarbeitet. Er nahm als Mitglied von dessen Quartett und Septett an Welttourneen teil und nahm mit ihm Musik für Tanz, Schauspiel und Film auf. Daneben arbeitet er regelmäßig mit den Bands von Marc Ducret, Michel Portal, Stephan Oliva, Guillaume Roy, Christophe Marguet, Régis Huby, Dominique Pifarély, Daniel Humair und dem Arditti-Quartett zusammen. Als Sideman trat er u. a. mit Sophie Agnel, Joey Baron, Claude Barthélémy, Tim Berne, Jean-Paul Céléa, François Corneloup, François Cotinaud, Dave Douglas, Jean-Pierre Drouet, Barry Guy, Joëlle Léandre, Paul Motian, Barre Phillips, Wolfgang Puschnig, François Raulin (Trois plans sur la comète, 2002), Wolfgang Reisinger, Yves Robert, Bernard Struber, Baptiste Boiron, Frances-Marie Uitti und Philippe Mouratoglou auf.
Im Rahmen der Gruppe Caravaggio spielt er improvisierte zeitgenössische Musik mit Eric Echampard, Samuel Sighicelli und Benjamin de la Fuente, im Projekt Soffio di Scelsi interpretiert er mit Jean-Marc Foltz und Stephan Oliva die Musik von Giacinto Scelsi. Außerdem improvisiert er mit Musikern wie Jean-Marc Foltz, Hasse Poulsen, Guillaume Roy, Franck Vigroux, Sophie Agnel und Pascal Contet. 2014/2015 war er Mitglied des Orchestre National de Jazz unter Leitung von Olivier Benoît.
Daneben arbeitet er als Musiker für den Film (unter Jean-Louis Comolli), das Theater (unter Christine Véricel) und den Tanz (unter Mathilde Monnier). 1994 schrieb er als Hommage auf Pier Paolo Pasolini das Stück P. P. P. ou la rage sublime für Solokontrabass und Gesang, das er solo als Kontrabassist, Sänger und Rezitator aufführt.